# Stadspolders
Stadspolders is een wijk van Dordrecht, in de Nederlandse provincie Zuid-Holland, gelegen in het oosten van de stad. Ze ligt in de nabijheid van de wijken De Staart en Dubbeldam.
Het oudste gedeelte van de wijk Stadspolders (stadspolder) ligt aan de zuidzijde van de spoorlijn naar Sliedrecht en Gorinchem. Tot de wijk behoren ook de buurten Vissershoek, dat aan de noordzijde van de spoorlijn en aan de oostzijde van De Loswalweg ligt, en Oudelandshoek, het nieuwste gedeelte, dat aan de westzijde van De Loswalweg ligt.
De wijk is in de jaren tachtig en negentig gebouwd. De straten in het oude deel van Stadspolder en in Vissershoek worden "erven" genoemd. Deze zijn voor het overgrote deel naar schrijvers vernoemd, maar ook naar een aantal prominente Nederlandse architecten, onder wie Sybold van Ravesteyn en Huig Maaskant. De straten in Oudelandshoek zijn nagenoeg allemaal vernoemd naar tropische rivieren en houtsoorten.
Door het oude deel van de wijk loopt een algemene weg genaamd "De Stadspolderring". Via deze weg is elk erf gemakkelijk te bereiken. Oudelandshoek wordt ontsloten door de Chico Mendesring.
De wijk telt twee winkelcentra: de Bieshof en een kleiner winkelcentrum dat vaak "Het Pleintje" genoemd wordt. Belangrijke voorzieningen zijn verder het station Dordrecht Stadspolders, de gezondheidscentra aan het Dudokplein en de Amazone, het zorgcentrum voor ouderen 'Het Polderwiel' en een speeltuin met dezelfde naam als de wijk: Stadspolders. De wijk telt daarnaast twee kerken: De Bron (Protestantse Kerk Nederland) en de Kandelaarkerk (Nederlandse Gereformeerde Kerken).
Eind 1999 is pal naast winkelcentrum Bieshof een woontoren opgeleverd, die met zijn 22 verdiepingen verreweg het hoogste gebouw in de Stadspolders is, en zelfs het hoogste gebouw van Dordrecht. Deze woontoren is een ontwerp van prof.ir. Jón Kristinsson en heeft de naam gekregen van een van de hoogste bomen ter wereld, de Sequoia. Eeuwenlang was de toren van de Grote Kerk met zijn 65 meter het hoogste gebouw van Dordrecht, maar de Sequoia heeft haar zes meter voorbijgestreefd en reikt 71 meter in de wolken boven het Eiland van Dordrecht.
Stadspolders is gelegen nabij de Hollandse Biesbosch, een natuurgebied waar veel Dordtenaren recreëren, bijvoorbeeld op de fiets. Ook bevindt zich in de buurt (Kop van 't Land) het veer naar Werkendam in de provincie Noord-Brabant.